# Larry Bogdanow
Larry Bogdanow (Houston (Texas), 24 de febrero de 1947 – Nueva York, 29 de junio de 2011) fue un arquitecto estadounidense.

## Biografía
Bogdanow se graduó en la Universidad Washington en San Luis, Missouri en 1970. Se trasladó a Nueva York y estudió arquitectura en el Instituto Pratt de Brooklyn hasta 1977.
Comenzó su carrera trabajando en la firma Beyer Blinder Belle, pero pronto se estableció por su cuenta, New City Designs, en 1978, que fue renombrada en la Bogdanow Partners Architects. Su estudio fue conocido por diseñar la arquitectura de restaurantes muy conocidos de Nueva York como el Union Square Cafe, el Savoy, el Cub Room, Atlas, Follonico, Kelley & Ping, City Hall, Kin Khao, Union Pacific y The Screening Room. Fuera de Nueva York, su estudio fue responsable del diseño del Rubicon de San Francisco, Lexington Square Cafe de Westchester y Adagio de Chicago.
Bogdanow murió de un tumor cerebral el 29 de junio de 2011 en Manhattan, a los 64 años.